# Procesa del Carmen Sarmiento

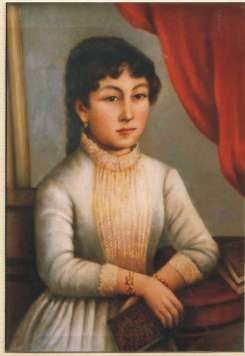
Óleo de Procesa Sarmiento

Procesa del Carmen Sarmiento de Lenoir (San Juan, Argentina, 22 de agosto de 1818-San Juan, Argentina, 15 de septiembre de 1899) fue una de las primeras pintoras argentinas y docente de educación primaria.

## Biografía

### Familia y educación
Sus padres fueron José Clemente Cecilio Quiroga Sarmiento y Paula Zoila Albarracín. Fue la menor de quince hermanos, entre ellos Domingo Faustino.
Su hermano Domingo le enseñó a leer y su madre, a confeccionar manualidades; el pintor Amadeo Gras, durante su estadía en San Juan, le enseñó dibujo y pintura. Al mismo tiempo que seguía tomando clases de artes y de otras especialidades, fue maestra del Colegio de Santa Rosa, fundado por su hermano.

### Exilio en Chile
Por su oposición al gobierno de Juan Manuel de Rosas, debió emigrar a Chile junto con sus hermanos Domingo y Bienvenida, perseguidos por el gobernador Benavides. En dicho país fundaron una escuela en San Felipe de Aconcagua de similares características a la de Santa Rosa.
En 1843 se mudó a Santiago de Chile, donde su hermano ejercía como periodista y tomó clases con el pintor francés Raymond August Quinsac Monvoisin. Allí además se formaron el sanjuanino Benjamín Franklin Rawson y el mendocino Gregorio Torres. Esta formación les permitió ser los tres pintores más importantes de la Argentina posrrosista.
En 1850 se casó con el ingeniero Jean-Michel-Benjamin Lenoir, con quien tuvo dos hijas (Sofía y Victorina). Por este motivo tuvo que alejarse de las aulas y de la pintura. Pero a raíz de un accidente sufrido por su esposo tuvo que retornar a las clases de pintura e idiomas extranjeros para solventar a su familia. En 1851 dirigió junto con su hermana Bienvenida el Colegio Pensionistas Santa Rosa. Bienvenida se dedicó al dibujo del tejido aplicado en lana y a la enseñanza de tareas domésticas. Por su parte Procesa se dedicó a reproducir cuadros del maestro Monvoisin y acuarelas y retratos, incluido el del presidente chileno Manuel Montt.

### Regreso a Argentina
En 1857 la familia Lenoir Sarmiento regresó a San Juan y al poco tiempo se mudaron a Mendoza, donde Procesa estableció una escuela de artes y letras donde asistieron hijos de importantes familias locales y siguió con la pintura de retratos y naturaleza muerta.
En 1868 regresó definitivamente a San Juan, donde fue profesora de pintura de la Escuela Superior de Niñas en 1872 y presidenta de la Sociedad de Beneficencia en 1878. En esa época falleció su marido y contrajeron matrimonio sus hijas por lo que quedó sola.

### Obra
Su especialidad era el retrato y además realizó miniaturas y algunas pinturas florales, paisajes y motivos religiosos y composiciones decorativas utilizando lápiz y tinta china, óleo, acuarelas y técnicas mixtas. Entre las obras destacadas se encuentran los retratos al presidente chileno Manuel Montt, al escritor Juan María Gutiérrez, al general Juan Gregorio de Las Heras, a Raymond Monvoisin, a Vicente Fidel López, a Mauricio Rugendas, a su hermano Domingo y a su hija Victorina.
Alrededor de 1850, junto con Benjamín Franklin Rawson y Domingo Faustino Sarmiento, fue la impulsora de una colección de arte que hoy es la base del actual Museo Provincial de Bellas Artes Franklin Rawson.
En 1882 sus cuadros se exhibieron en la Exposición Continental de Buenos Aires y en 1884 organizó en San Juan una exposición donde exhibieron sus cuadros sus alumnas.

### Muerte
Falleció el 15 de septiembre de 1899, a los 81 años de edad, en su casa natal, hoy un museo. Después de su muerte se siguieron exhibiendo sus obras en varias exposiciones provinciales y nacionales.
El período comprendido entre agosto de 2007 y agosto de 2008, fue declarado el año Procesa en homenaje a la artista y se la homenajeó y difundió su obra.